# Lepturges amabilis
Lepturges amabilis là một loài bọ cánh cứng trong họ Cerambycidae.